# Sächsische Weinkönigin

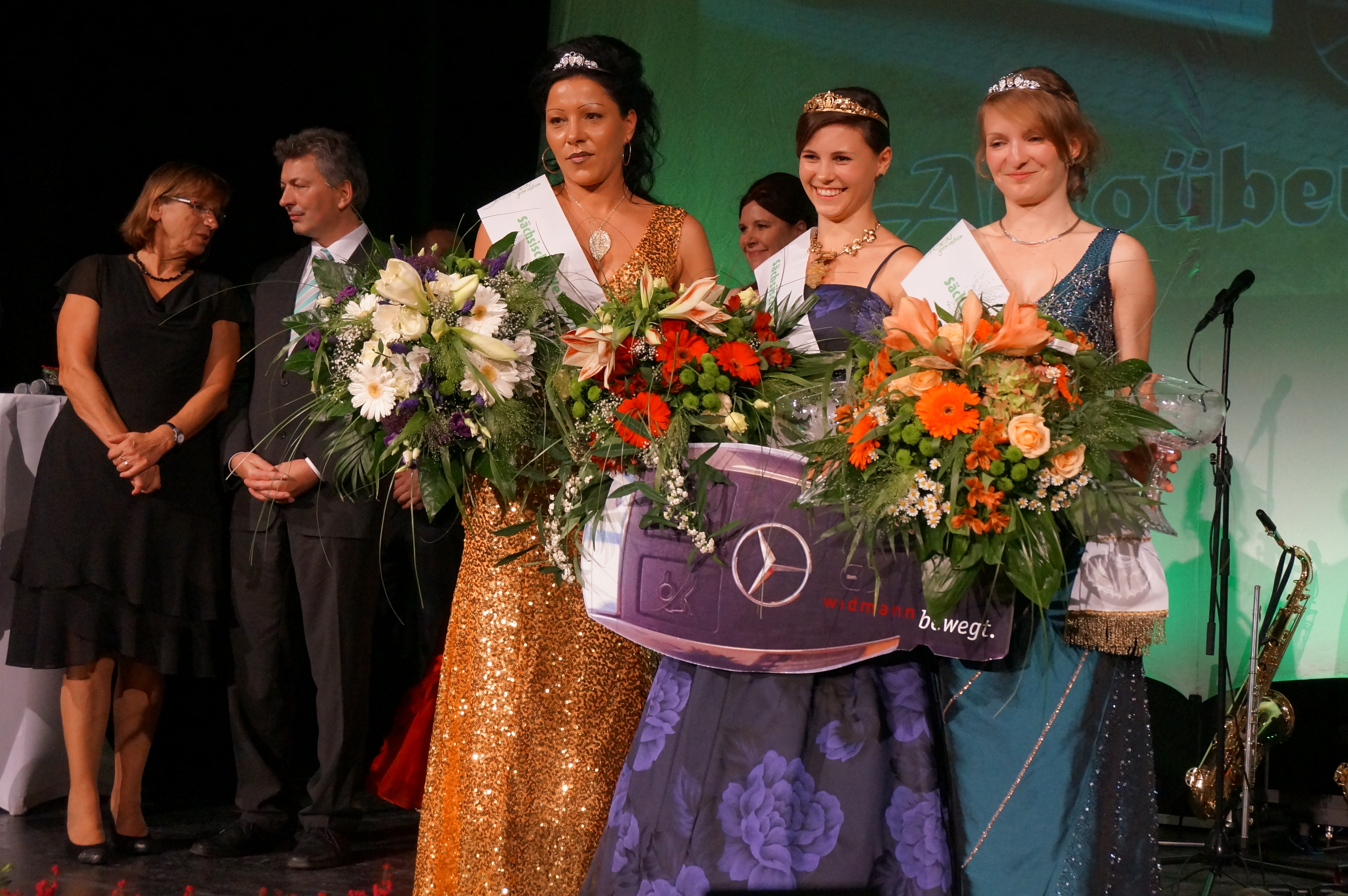
Sächsische Weinkönigin 2014/2015 Michaela Tutschke (Mitte) und ihre Weinprinzessinnen Kati Hoffmann (links) und Jana Jordan (rechts)

Die Sächsische Weinkönigin ist die auf jeweils ein Jahr gewählte Repräsentantin des deutschen Weinbaugebietes Sachsen. Sie hat im Folgejahr die Möglichkeit, bei der Wahl der Deutschen Weinkönigin zu kandidieren.

## Modalitäten
Im Jahr 2018 fand die Wahl durch eine Fachjury statt. Die Wahl der Sächsischen Weinkönigin fand bis zum Jahr 2017 im November in der Börse Coswig statt. Bis zum Jahr 2011 war die Wahl im Zentralgasthof Weinböhla. Die Zweit- und Drittplatzierte werden Sächsische Weinprinzessin. Bis zur Amtszeit 2010/2011 wurde die Drittplatzierte als Sächsische Sektprinzessin bezeichnet. Nach einem Jahr Amtszeit nimmt die Sächsische Weinkönigin zusammen mit den regionalen Weinköniginnen der übrigen zwölf deutschen Weinbaugebiete an der Wahl zur Deutschen Weinkönigin teil.

## Sächsische Weinköniginnen
- 1987/88: Irene Weisflug
- 1988/89: Irene Weisflug
- 1989/90: Gudrun Päßler
- 1990/91: Silke Schlapp
- 1991/92: Silke Schlapp
- 1992/93: Anke Römer
- 1993/94: Jana Ulrich
- 1994/95: Ivonne Rückhardt
- 1995/96: Edda Schmidt

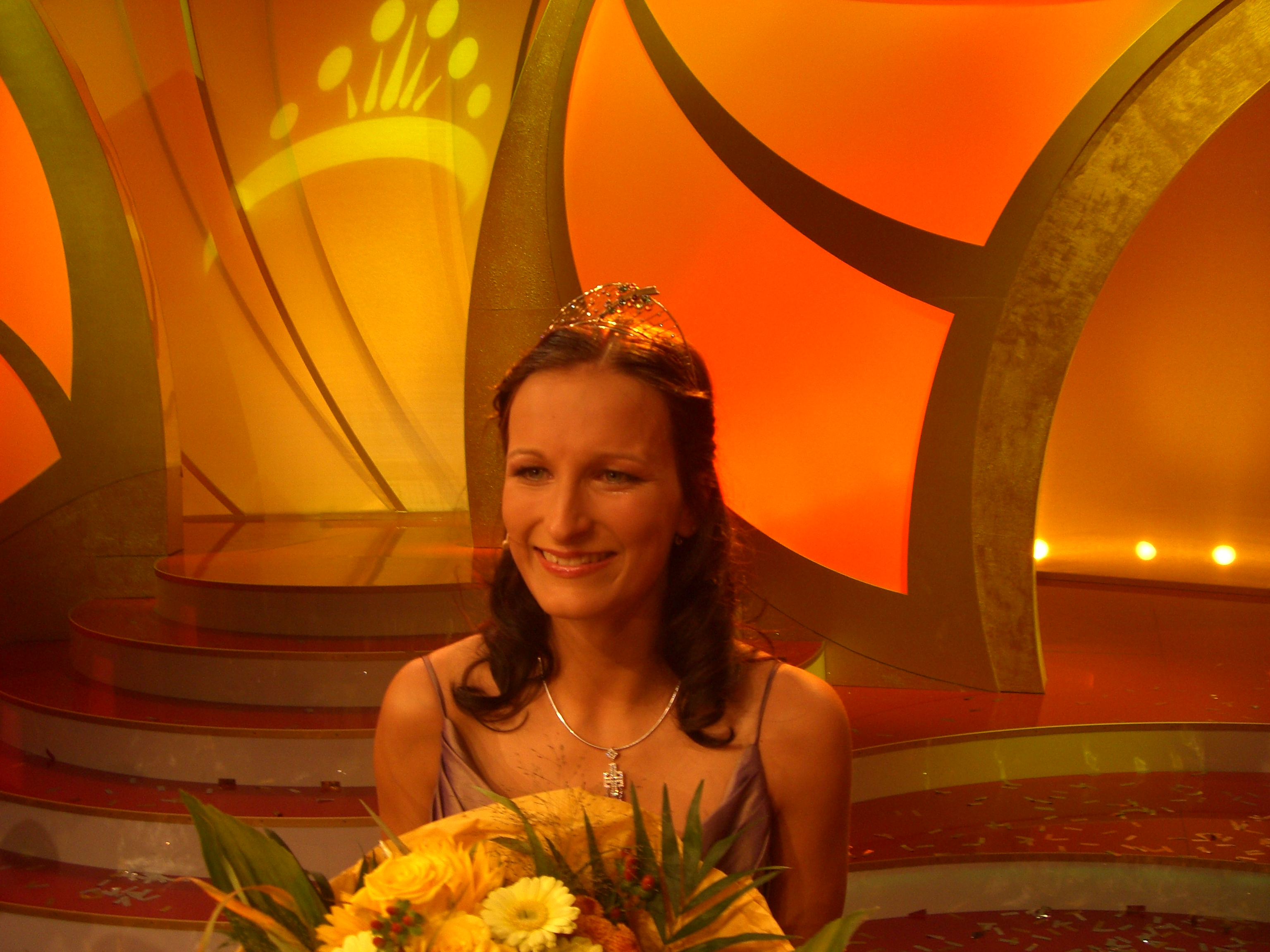
Evelyn Schmidt, Sächsische Weinkönigin 2006/07 und Deutsche Weinkönigin 2007/08

- 1996: Ines Hoffmann (* 1972 in Dresden); Deutsche Weinkönigin 1996/97
- 1996/97: Anke Naumann
- 1997/98: Anja Bahner-Schumann
- 1998/99: Annett Meichsner
- 1999/2000: Bärbel Schurr
- 2000/01: Bianca Schumann
- 2001/02: Antje Scheerbaum
- 2002/03: Antje Wiedemann (* 1978 in Hoyerswerda); Deutsche Weinprinzessin 2003/04
- 2003/04: Fanny Weisflug (* 1977 in Meißen)
- 2004/05: Sandy Horgai (* 1979 in Dresden)
- 2005/06: Christine Liepke (* 22. Mai 1983 in Radebeul)
- 2006/07: Evelyn Schmidt (* 10. April 1983 in Hoyerswerda); Deutsche Weinkönigin 2007/08
- 2007/08: Irene Grusla (* 2. Oktober 1984 in Dresden)
- 2008/09: Marleen Herr (* 13. November 1985 in Dresden)
- 2009/10: Annegret Föllner (* 21. August 1985 in Magdeburg)
- 2010/11: Juliane Kremtz (* 1987 in Meißen)
- 2011/12: Franziska Spiegelberg (* 1991 in Dresden)
- 2012/13: Katja Riedel[1] (aus Pirna)
- 2013/14: Katharina Lai (* 1973) (Riesa/Glaubitz)
- 2014/15: Michaela Tutschke
- 2015/16: Daniela Undeutsch
- 2016/17: Friederike Wachtel (* 1989)
- 2017/18: Maria Lehmann
- 2018/19: Lisa Leinemann
- 2019/20 sowie 2020/21: Katja Böhme (verlängerte Amtszeit wegen der COVID-19-Pandemie)
- 2021/22: Nicole Richter
- 2022/23: Sabrina Papperitz (aus Coswig)
- 2023/24: Alona Chesnok (aus Radebeul)
- 2024/25: Ivanna Wübken (aus Coswig)

## Königlicher Weinberg
Die jeweils amtierende Sächsische Weinkönigin besitzt einen eigenen Weinberg: Der auf den Namen Rote Presse lautende Weinberg liegt in der Weinlage Meißner Kapitelberg im Spaargebirge, im Stadtteil Oberspaar im Südosten der Stadt Meißen. Unweit der Spitze der Deutschen Bosel ist die terrassierte Steillage durch ein weithin sichtbares, ockergelbes Weinbergshäuschen mit spitzem Dach, dem sogenannten Schwalbennest, erkennbar.
Ein Teil der dort geernteten Trauben wird zum Wein der Sächsischen Weinkönigin verarbeitet, der auch für Repräsentationszwecke verwendet wird. Bis 2011 handelte es sich dabei jeweils um einen Riesling. Aus Anlass des 850. Jubiläums des sächsischen Weinbaus wurde die Sorte des weinköniglichen Weins gewechselt hin zum Traminer, der ältesten sächsischen Rebsorte und damit für das sächsische Weinanbaugebiet typisch.